# Свірков Юрій Геннадійович
Юрій Геннадійович Свірков (рос. Юрий Геннадьевич Свирков, 20 січня 1968, Бобруйськ, Білоруська РСР, СРСР) — радянський і білоруський футболіст, воротар, майстер спорту. Старший брат Андрія Свіркова.

## Кар'єра

### Гравця
Виступав на позиції воротаря за білоруські клуби: «Дніпро» (Могильов), «Хімік» (Гродно), «Німан» (Гродно), МПКЦ (Мозир) та «Торпедо-МАЗ» (Мінськ). Ставав чемпіоном і володарем кубка країни. Неодноразово викликався в збірну країни, але провів за неї тільки один матч. У 1996 році він вийшов на заміну у товариській грі проти збірної Литви. Крім того футболіст викликався в юнацькі збірні СРСР. У 2000 році, виступаючи за свєтлогорський «Хімік», Свирков відзначився забитим голом.

### Тренера
Завершивши кар'єру футболіста, почав працювати з воротарями в білоруських командах «Білшина» (Бобруйськ) та «Локомотив» (Мінськ). Пізніше разом з Анатолієм Юревичем перебрався в запорізький «Металург». У складі наукової групи «Металурга», розробляв новітню методику підготовки професійних футболістів (2005—2008 рр.). Методика заснована на наступних галузях знань:
1) Методики підготовки футболістів в СРСР і Нідерландах (футбольна школа «Аяксу»);
2) ТРВЗ — автор Альтшулер Генріх Саулович;
3) «Постпсихологічна автодидактика» — автор Курінський Валерій Олександрович;
4) «АльфаГравіті» — автор Єзерський Володимир Борисович.
У 2006 році, після проходження стажування, увійшов в тренерський штаб клубу російської Прем'єр-Ліги «Спартак-Нальчик». У ньому Свірков асистував Юрію Красножану, а також займався підготовкою молоді.
У 2009 році фахівець приступив до самостійної роботи. Він очолював клуби Другого дивізіону «Машук-КМВ», «Зеленоград», а також естонську «Нарву-Транс». Кілька місяців тренер працював з молодіжним складом «Терека».
З 2012 року до літа 2017 року Юрій Свірков займав посаду технічного директора Федерації футболу Казахстану. І особисто курує створення футбольного центру карагандинського «Шахтаря». Упродовж наступних півроку спеціаліст очолював клуб російської ПФЛ «Анжі-Юніор» (Зеленодольськ).
30 грудня 2017 року став головним тренером рівненського «Вереса» Під керівництвом білоруського тренера команда провела дев'ять матчів, в яких здобула дві перемоги, один раз зіграла внічию і зазнала шість поразок. Найгучнішою перемогою Свіркова став тріумф у матчі з київським «Динамо» в кінці лютого — 3:1, завдяки якому «Верес» потрапив у першу шістку на другий етап чемпіонату. 25 квітня 2018 року покинув рівненський клуб у зв'язку з погіршенням стану здоров'я після розгромної поразки від того ж таки «Динамо» (1:4).

## Досягнення
- Чемпіон Білорусі (1): 1996
- Срібний призер чемпіонату Білорусі (2): 1995, 1997
- Володар Кубка Білорусі (2): 1992/93, 1995/96